# Aradan
Ārādān (farsi آرادان, anche romanizzato in Ārādān; conosciuto anche come Ardān e Āzādān) è una città e capoluogo dello shahrestān di Aradan, nella provincia di Semnan in Iran. Aveva, nel 2006, una popolazione di 4.959 abitanti con 1.380 famiglie. Si trova a est di Garmsar.